# Rocco Racco
Rocco Racco (Grotteria, 1868 – Pennsylvania, 26 ottobre 1909) è stato un mafioso italiano naturalizzato statunitense, nato in Calabria ed emigrato in Pennsylvania è considerato come uno dei primi leader della Mano Nera.

## Biografia
Nato a Grotteria, in Calabria, Rocco Racco si stabilì in Pennsylvania nell'ultimo decennio dell'800. Racco fu uno dei primi esponenti della Mano Nera, un insieme di bande che praticava estorsioni all'interno delle comunità italiane nelle città statunitensi.
A lui sono stati associati numerosi crimini, come l'uccisione del guardacaccia Seely Houk, il cui corpo venne trovato nell'aprile del 1906 e che venne ucciso per un diverbio riguardante la caccia.
L'omicidio attirò l'attenzione nazionale per via delle costanti minacce di morte ai testimoni del caso. Racco venne condannato a morte a New Castle, Pennsylvania, e venne ucciso per impiccagione il 26 ottobre del 1909.
Il suo certificato di morte indica la sua età come 42 anni, il suo stato civile come sposato e i suoi genitori come Joseph Racco e Maria Commisso.